# Charols
Charols ist eine französische Gemeinde mit 957 Einwohnern (Stand 1. Januar 2022) im Département Drôme in der Region Auvergne-Rhône-Alpes (vor 2016 Rhône-Alpes); sie gehört zum Arrondissement Nyons und zum Kanton Dieulefit. Die Einwohner werden Charolais genannt.

## Geographie
Charols liegt rund 33 Kilometer südsüdöstlich von Valence am Roubion. Umgeben wird Charols von den Nachbargemeinden Cléon-d’Andran im Nordwesten und Norden, Puy-Saint-Martin im Norden und Nordosten, Manas im Nordosten, Pont-de-Barret im Osten, Salettes im Süden sowie La Bégude-de-Mazenc im Süden und Westen.

## Bevölkerungsentwicklung
| Jahr                       | 1962 | 1968 | 1975 | 1982 | 1990 | 1999 | 2006 | 2013 | 2019 |
| Einwohner                  | 278  | 265  | 261  | 305  | 415  | 501  | 693  | 841  | 935  |
| Quellen: Cassini und INSEE |      |      |      |      |      |      |      |      |      |

## Sehenswürdigkeiten
- Kirche Saint-Jean-Baptiste aus dem 9. Jahrhundert, seit 1994 Monument historique

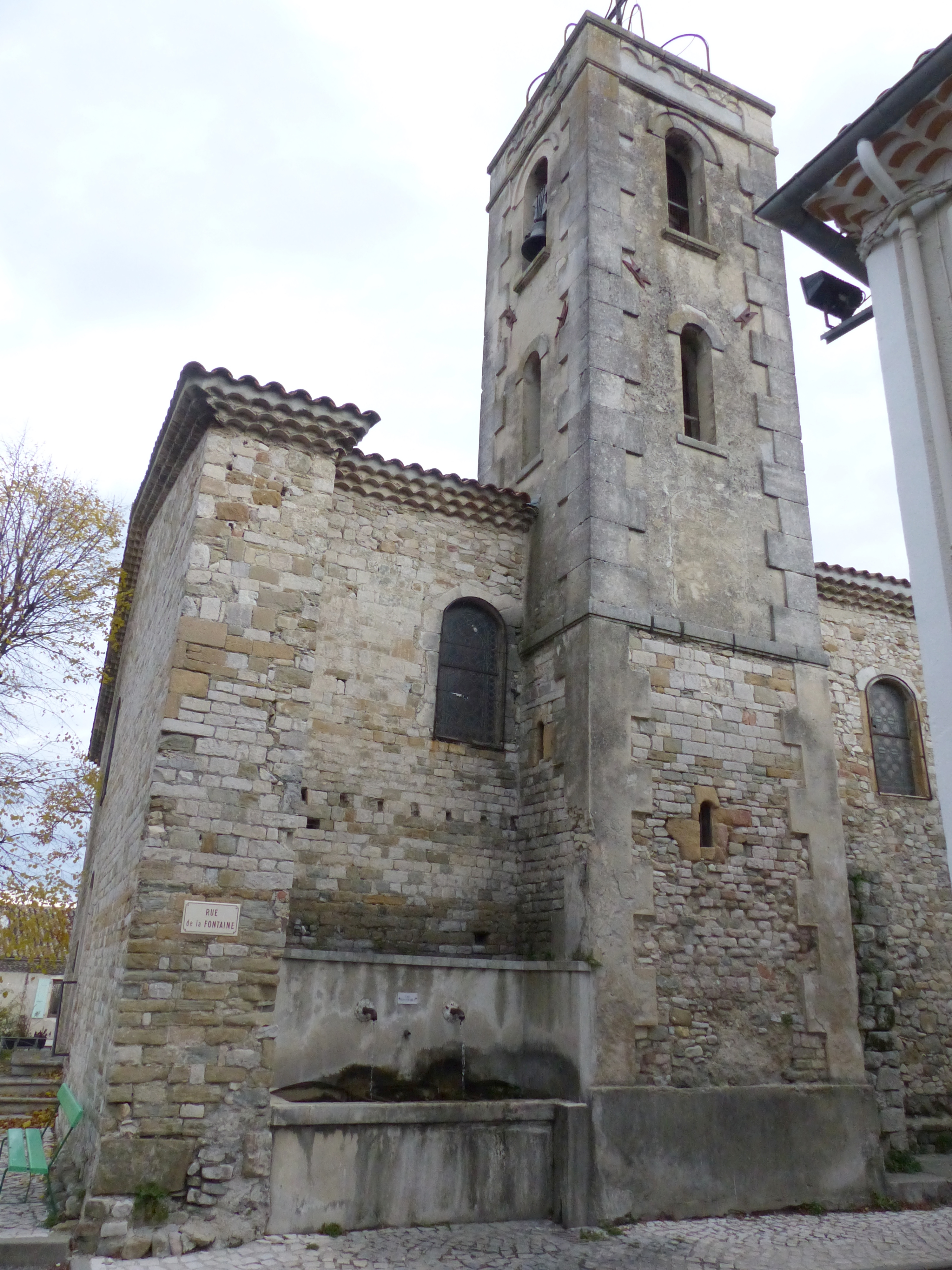
Kirche Saint-Jean-Baptiste

- Brücke über den Roubion
- Motte